# Emanuela Orlandi

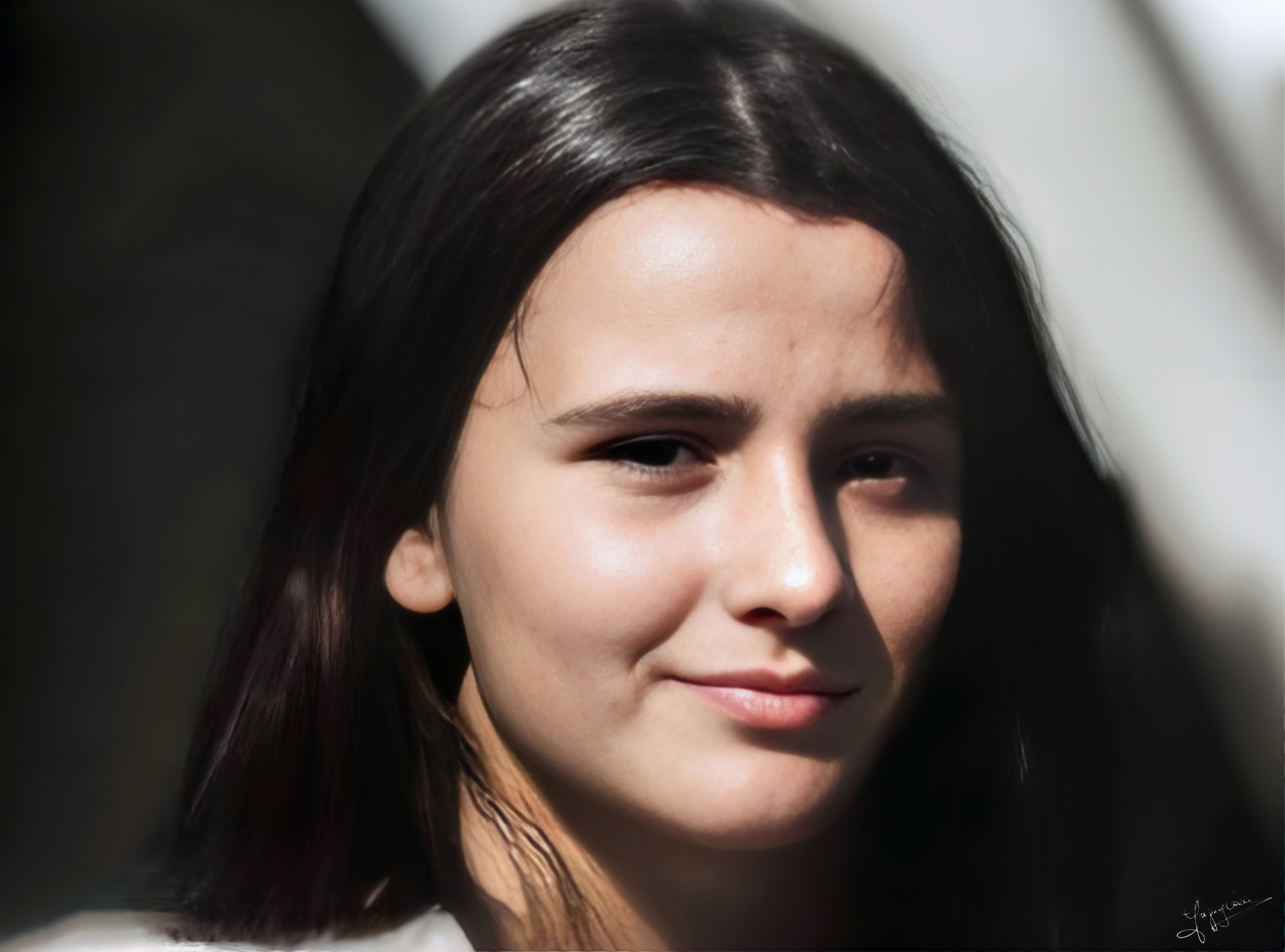
Emanuela Orlandi (1980)

Emanuela Orlandi (* 14. Januar 1968 in Rom, zuletzt gesehen am 22. Juni 1983) war die Tochter eines Dieners von Papst Johannes Paul II., die am 22. Juni 1983 unter mysteriösen Umständen verschwand. Zum Zeitpunkt ihres Verschwindens war sie die jüngste Bürgerin der Vatikanstadt. Nachdem die Ermittlungen zu ihrem Verbleib ergebnislos verlaufen waren, blieb der ungeklärte Fall im Gedächtnis der Öffentlichkeit jahrzehntelang präsent. Es verbreiteten sich unterschiedliche Theorien und Mutmaßungen über Orlandis Schicksal, das als Beispiel für Intransparenz und undurchsichtige moralische Verhältnisse im Vatikan und für die ineffiziente rechtliche Verfassung des Zwergstaates beschrieben wurde.
Fast 30 Jahre nach ihrem Verschwinden wurden die Ermittlungen der italienischen Justiz im Mai 2012 wieder aufgenommen, blieben aber erneut erfolglos und wurden im Oktober 2015 abermals eingestellt. Im Juli 2019 untersuchten italienische Ermittler auf Drängen der Angehörigen Orlandis erfolglos eine historische Grablege, wo Überreste Orlandis vermutet wurden. Im Januar 2023 kündigte die vatikanische Staatsanwaltschaft die Aufnahme eines eigenen neuen Ermittlungsverfahrens an.

## Entführung
Die damals 15-jährige Emanuela fuhr regelmäßig mit dem Bus zu einer Musikschule. Am Mittwoch, dem 22. Juni 1983, erschien sie spät zum Unterricht in einem Palazzo an der Piazza di Sant’Apollinare. In einem Telefonat mit ihrer Schwester erklärte sie, ein Jobangebot von einem Vertreter von Avon Cosmetics bekommen zu haben. Nach dem Unterricht sprach Emanuela darüber mit einer Freundin. An diesem Abend kehrte sie nicht nach Hause zurück. Emanuela wurde angeblich zuletzt in einem großen, dunklen BMW gesehen. Um 15 Uhr des folgenden Tages riefen ihre Eltern den Direktor der Musikschule an, um nach dem Verbleib ihrer Tochter zu fragen. Die Polizei hatte vorgeschlagen, vor einer Vermisstenanzeige zunächst selbst nachzuforschen, ob das Mädchen vielleicht bei Freunden geblieben sei. Nachdem alle Nachforschungen vergeblich geblieben waren, wurde Emanuela noch am selben Tag als vermisst gemeldet. Suchmeldungen mit der Telefonnummer der Eltern erschienen am darauffolgenden Samstag und Sonntag in den Zeitungen Il Tempo, Paese della Sera und Il Messaggero.
Am Samstagabend, dem 25. Juni, meldete sich telefonisch ein 16-jähriger Junge namens „Pierluigi“, der behauptete, das vermisste Mädchen auf der Piazza Navona am Nachmittag getroffen zu haben. Der Jugendliche erwähnte Emanuelas Flöte, ihr Haar und die Brille, die sie nicht gerne trage, zusammen mit anderen Details, die seine Aussage glaubwürdig erscheinen ließen. Nach seinen Angaben hatte sich Emanuela die Haare schneiden lassen und nannte sich „Barbarella“. Sie habe erklärt, dass sie gerade von zu Hause weggelaufen sei und Avon-Produkte verkaufen wolle.
Drei Tage später, am Dienstag, dem 28. Juni, rief ein Mann namens „Mario“ bei der Familie Orlandi an und behauptete, eine Bar in der Nähe des Ponte Vittorio Emanuele II zu besitzen, die zwischen der Vatikanstadt und der Musikschule liege. Der Mann sagte, dass ein Mädchen namens „Barbara“ eine neue Kundin sei und sich ihm anvertraut habe; sie wolle zur Hochzeit ihrer Schwester nach Hause zurückkehren.
Am 30. Juni wurden in Rom 3000 Plakate mit Emanuela Orlandis Fotografie verteilt, um die Bevölkerung zur Mithilfe bei der Suche nach dem Mädchen aufzurufen.
Papst Johannes Paul II. appellierte am Sonntag, dem 3. Juli, an diejenigen, die verantwortlich für Emanuela Orlandis Verschwinden seien. Dadurch gab er indirekt zu verstehen, dass es sich seiner Meinung nach um eine Entführung handeln müsse. Zwei Tage später erhielt die Familie Orlandi den ersten einer Reihe von anonymen Anrufen. Der Anrufer meldete sich mit amerikanischem Akzent; demnach war Emanuela angeblich Gefangene der terroristischen Vereinigung Graue Wölfe, die die Freilassung von Mehmet Ali Ağca, der am 13. Mai 1981 ein Attentat auf den Papst verübt hatte, forderte. In den folgenden Tagen kamen weitere Anrufe, darunter einer, bei dem eine Aufnahme von Emanuelas Stimme über das Telefon abgespielt wurde. Wenige Stunden später wurde dem Heiligen Stuhl ein Austausch von Ali Ağca gegen Orlandi vorgeschlagen. Ein anonymer Gesprächspartner erwähnte die früheren Anrufer „Mario“ und „Pierluigi“ und bezeichnete sie als Mitglieder der Organisation.

## Erklärungsversuche
Anfangs wurde angenommen, eine Gruppe Krimineller habe Orlandi entführt, um Geld zurückzufordern, das die Gruppe dem Heiligen Stuhl über die Vatikanbank angeblich geliehen hatte. So kam die Spekulation auf, dass die römische Mafia Emanuela verschleppt, getötet und auf einem Friedhof vor der Stadt bestattet habe. Eine weitere Theorie besagte, die Entführer hätten Mehmet Ali Ağca freipressen wollen. Zwischenzeitlich wurde Orlandi in Paris, Ungarn, dem Irak, einem anderen Land im Mittleren Osten oder der Türkei vermutet. Die Annahmen konnten ebenso wenig bestätigt werden wie die Vermutungen, sie werde gewaltsam in einem Kloster im luxemburgischen Peppange oder im Südtiroler Kloster Säben festgehalten. In der Folge wurden auch der KGB, die CIA und die sizilianische Mafia als Urheber der Verschleppung von Emanuela genannt.
Im Mai 2012 stellte Gabriele Amorth, ein römisch-katholischer Priester und Exorzist, eine neue Möglichkeit in den Raum: Er beschuldigte eine Gruppe, zu der auch ein Mitglied des Gendarmeriekorps der Vatikanstadt und ausländische Diplomaten gehörten, das Mädchen entführt und für Partys sexuell ausgebeutet zu haben. Später, so Amorth, sei sie ermordet und ihre Leiche beseitigt worden.
Ebenfalls im Mai 2012 wurde das Grab des Mafiabosses Enrico De Pedis in der Basilika Sant’Apollinare in Rom geöffnet, in dem sich angeblich der Leichnam des Mädchens befinden sollte. Tatsächlich wurden Knochen gefunden, die nicht dem Mafioso zugeordnet werden konnten. Allerdings wird vermutet, dass es sich um die Gebeine von früher in der Krypta Beigesetzten handelt. Ein DNA-Test sollte zur Klärung beitragen. Gegen den damals in der Basilika zuständigen Priester Pietro Vergari wurden Ermittlungen aufgenommen. Von anderen Berichterstattern werden solche Zusammenhänge jedoch bestritten. Die DNA-Tests ergaben, dass die Knochen nicht dem verschwundenen Mädchen zuzuordnen waren.
Im Juni 2012 behauptete Ağca, Emanuela Orlandi sei am Leben und befinde sich in der Türkei. Sie sei entführt worden, um seine Freilassung zu erreichen. Hingegen erklärte Papst Franziskus am 17. März 2013 gegenüber Orlandis Bruder Pietro, Emanuela sei im Himmel. Pietro Orlandi beklagte, von Papst Johannes Paul II. belogen worden zu sein; dessen Nachfolger Benedikt XVI. habe die Lüge durch Schweigen weitergetragen. 2015 stellte die italienische Staatsanwaltschaft das Ermittlungsverfahren ergebnislos ein. Im August 2019 wiederholte Ağca seine Behauptungen in einem Schreiben an Papst Franziskus; Orlandi lebe in einem streng abgeschlossenen Kloster und der Vatikan sei verpflichtet, sie zu ihrer Familie zurückzubringen.
Im Jahr 2017 schrieb der Journalist Emiliano Fittipaldi, er besitze eine vatikanische Kostenaufstellung, laut welcher Orlandi noch bis 1997 in einem englischen Internat gelebt habe. Der letzte Eintrag Transfer in den Vatikan für die Vollführung finaler Prozeduren lese sich, als sei Orlandi in jenem Jahr nach Rom zurückgebracht und getötet worden. Fittipaldi räumte Zweifel an der Echtheit des Dokuments ein; sei es eine Fälschung, so deute es auf Konflikte innerhalb der Römischen Kurie hin. Der Heilige Stuhl gab an, das Dokument sei unecht.
Ein Knochenfund in der Apostolischen Nuntiatur Rom im Oktober 2018 konnte trotz erster Vermutungen nicht mit dem Fall Orlandi in Verbindung gebracht werden; das entdeckte Skelett stammte von einem vor 1964 verstorbenen Mann.
Im März 2019 forderten Angehörige Orlandis, allen voran ihr Bruder Pietro Orlandi, nach einem anonymen Hinweis, die Gräber von Kurienkardinal Gustav Adolf zu Hohenlohe-Schillingsfürst († 1896), Sophie zu Hohenlohe-Bartenstein († 1836) und Charlotte Friederike zu Mecklenburg († 1840) auf dem an den Vatikan grenzenden Campo Santo Teutonico, einem Friedhof des deutschen Priesterkollegs neben dem Petersdom, zu öffnen, um zu überprüfen, ob sich Knochen Emanuela Orlandis dort befänden. Im Juli 2019 wurde dem Antrag auf Durchsuchung des auf einer exterritorialen Besitzung des Heiligen Stuhls liegenden Grabes stattgegeben. Die Gräber waren zuletzt bei einer Renovierung im Jahr 2010 durch Steinmetze geöffnet worden.
Am 11. Juli 2019 wurden die Gräber geöffnet, jedoch wurden keine sterblichen Überreste gefunden, auch nicht von den beiden dort angeblich begrabenen Frauen. Nach der ergebnislosen Suche forderte Pietro Orlandi in mehreren Interviews die Zeugenvernehmung von Francesca Chaouqui, die ihn Tage vor dem Öffnen dieser Gräber angerufen und vorhergesagt habe, dass zwei völlig leere Gräber aufgefunden werden würden. Chaouqui war Mitglied in der von Papst Franziskus eingesetzten Wirtschaftsprüfungskommission COSEA, die Wirtschaftsbetriebe und Finanzen des Vatikanstaates untersuchen sollte – das Gremium war auch für die Vatikanbank IOR zuständig. Sie war die einzige weibliche Protagonistin der Affäre Vatileaks 2.0.
Nur zwei Tage später vermeldete der Vatikan doch einen Fund: Auf der Suche nach einem Ort, an den die menschlichen Überreste aus den leeren Gräbern gebracht worden sein könnten, stießen die Ermittler auf zwei geheime Beinhäuser unter dem Fußboden des deutschen Priesterkollegs. Die unter einer Falltür gelegenen Räume seien umgehend nach ihrer Entdeckung versiegelt worden, teilte der Vatikan mit. Am 20. Juli wurde ein Untersuchungstermin anberaumt. Da in den Kammern tausende Knochen lagen, wurde das Ermittlungsverfahren nach dem Fund erneut eröffnet. Eine morphologische Untersuchung der Gebeine ergab laut Vatikan, dass keiner der Knochen aus dem 20. Jahrhundert stammt. Ein von Orlandis Familie bestellter Experte bezweifelte die vatikanischen Angaben und forderte weitere Untersuchungen an etwa 70 Knochen. Dies wurde abgelehnt, auch diese Knochen wiesen laut Vatikansprecher Matteo Bruni „Zeichen sehr antiker Datierung“ auf.
Im Januar 2023 gab der Vatikan die erneute Aufnahme von Ermittlungen durch die vatikanische Staatsanwaltschaft bekannt. Der im September 2022 ernannte neue Staatsanwalt des Vatikanstaates, Alessandro Diddi, lud Pietro Orlandi in der Osterwoche 2023 zum Gespräch mit seinem Anwalt vor.

## Rezeption

### Filme
Am 20. Oktober 2022 startete Netflix eine Doku-Serie über den Fall mit dem Originaltitel Vatican Girl: The Disappearance of Emanuela Orlandi.